# Andreas Killander
Knut Henrik Andreas Killander, född 19 december 1926 i Högalids församling i Stockholm, död 22 september 2015 i Uppsala domkyrkoförsamling, var en svensk läkare.
Efter studentexamen i Falun 1945 blev han medicine kandidat i Uppsala 1947, medicine licentiat 1955, medicine doktor och docent i medicinsk kemi vid Uppsala universitet 1958 samt docent i pediatrik där 1959.
Killander var förste amanuens och förste assistent vid medicinsk-kemiska institutionen på Uppsala universitet 1950–1955, andre underläkare vid pediatriska kliniken på Akademiska sjukhuset 1956, förste underläkare där 1957–1961 samt extra ordinarie docent i pediatrik vid Uppsala universitet från 1961. Han blev senare överläkare vid medicinkliniken på Akademiska Sjukhuset i Uppsala.
Killander verkade på forskarstipendium i hematologi i USA 1959–1963 och var bataljonsläkare i Fältläkarkårens reserv. Han utgav skrifter i medicinsk kemi, intern medicin och pediatrik.
Andreas Killander var son till Fredrik Killander och Ingrid Allard samt bror till Elisabeth Killander. Han var 1952–1972 gift med Ingrid Håkansson och 1986 med Barbro Posse, ogift Sebardt. I första äktenskapet föddes fyra döttrar.